# ZOÉ
ZOÉ, später auch EL1, war der erste französische Kernreaktor. Die Bezeichnung dieses Forschungsreaktors steht als Akronym für Zéro (deutsch: Null, wegen der sehr geringen Leistung), Oxide (deutsch: Oxid, Uranoxid) und Eau (deutsch: Wasser, schweres Wasser). Der Hochtemperaturreaktor wurde erstmals am 15. Dezember 1948 kritisch und war Vorläufer einer Serie französischer gasgekühlter Schwerwasserreaktoren.

## Beschreibung
ZOÉ befand sich auf dem Gelände des Fort de Châtillon in der Gemeinde Fontenay-aux-Roses, wenige Kilometer südöstlich von Paris, in einer 17 Meter hohen Halle mit einer Grundfläche von etwa 20 × 20 Meter. Der Reaktor bestand aus 1950 kg Uranoxid in gesinterten Pellets, die in aufrecht stehenden Aluminiumröhren in 5 Tonnen schweres Wasser eingetaucht waren. Dieses Material befand sich in einem zylindrischen Behälter aus Aluminium von 181 cm Durchmesser und 253 cm Höhe, der von einer 90 cm starken Wand aus Graphit umgeben war. Die Anlage wurde mit servobetriebenen Steuerelementen aus Cadmium und Sicherheitsstäben aus Borcarbid gesteuert. Als äußere Hülle diente ein 150 cm starker Mantel aus Beton, der die Strahlung absorbieren sollte. In dem Betonmantel befanden sich Hohlräume zur Messung des Neutronenflusses und zur Bestrahlung von Fremdmaterialien. Die Kühlung des Systems erfolgte durch Konvektion innerhalb des schweren Wassers und durch einen um den Tank zirkulierenden Luftstrom. ZOÉ erreichte erstmals am 15. Dezember 1948 seine Kritikalität und erbrachte eine Leistung von nur 5 Kilowatt.
1952 wurde ZOÉ umgebaut, um Brennelemente aus metallischem Uran nutzen zu können. Damit war der Anbau eines Kühlsystems mit einem mit schwerem und leichtem Wasser betriebenen Wärmetauscher verbunden. Die Dauerleistung ZOÉs konnte dadurch auf 150 kW erhöht werden. 1957 wurde ZOÉ um eine quadratische Platte aus Uran mit einer Kantenlänge von einem Meter und einer Stärke von 2 cm erweitert. Dazu gehörte ein Cadmiumschirm zur Ausrichtung des von ZOÉ erzeugten Neutronenflusses. Die Erweiterung diente dazu, Modelle von Vorrichtungen zum Strahlenschutz zu testen.

## Geschichte
Der Bau von ZOÉ wurde 1947 von Frédéric Joliot-Curie angeregt, der seit 1946 erster Hochkommissar des Commissariat à l’énergie atomique (CEA, deutsch: Kommissariat für Atomenergie) war. Ursprünglich plante man, Ende 1947 den ersten französischen Kernreaktor in Betrieb zu nehmen. Das CEA stand unter erheblichem Druck, weil sein großzügiges Budget wegen der hohen französischen Inflation des Jahres 1947 Anlass zur Kritik bot. Dessen ungeachtet verzögerte sich das Atomprojekt, da die Rekrutierung qualifizierter Wissenschaftler und Ingenieure sowie die Materialbeschaffung verzögerten.
Frédéric Joliot-Curie war für die Konstruktion und den Bau der Anlage verantwortlich. Unter den an der Entwicklung beteiligten Wissenschaftlern spielte Lew Kowarski die bedeutendste Rolle. Kowarski hatte in den kanadischen Chalk River Laboratories 1945 den Kernreaktor ZEEP aufgebaut und leitete in Fontenay den Bau von ZOÉ. Zu seinem Team gehörten Bertrand Goldschmidt, Jules Horowitz, Jules Guéron, Francis Perrin, Raoul Dautry und Irène Joliot-Curie, die Tochter von Marie und Pierre Curie. 1952 verließ Kowarski ZOÉ und ging an das neugegründete europäische Kernforschungszentrum CERN. Sein Nachfolger wurde Jacques Yvon, bis dahin Leiter der Brennelemente-Entwicklung.
Mit dem Bau von ZOÉ verfolgte die französische Atomenergiebehörde vier Ziele:
1. Schaffen einer Möglichkeit zur Entwicklung der Kerntechnik;
2. Herstellung von Radionukliden für die Forschung;
3. Herstellung der ersten Milligramme von Plutonium;
4. Vorbereitung des Baus eines nachfolgenden Reaktors, der dann mit metallischem Uran betrieben werden sollte.[2]

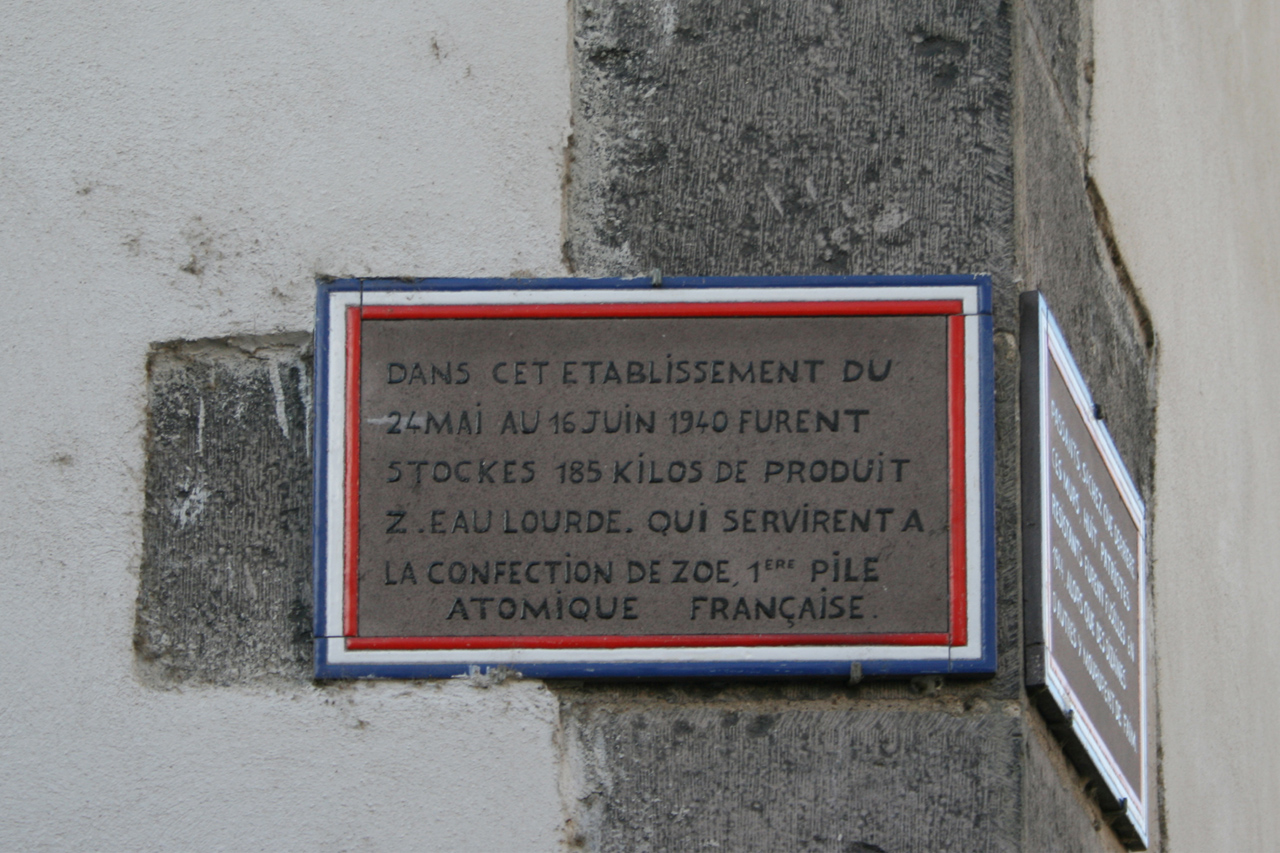
Erinnerungsplakette an einem Gebäude des Gefängnisses in Riom, 1940 vorübergehend der Aufbewahrungsort von schwerem Wasser

Der Kernbrennstoff für ZOÉ wurde in der Usine du Bouchet in Vert-le-Petit hergestellt. Dort fand auch die Wiederaufarbeitung des abgebrannten Brennstoffs von ZOÉ und daraus 1949 die Gewinnung des ersten Milligramms französischen Plutoniums statt. Das für ZOÉ verwendete schwere Wasser stammte teilweise aus Beständen, die Frankreich vor dem Zweiten Weltkrieg für Forschungen zu Schwerwasserreaktoren angelegt hatte. Es war während des Krieges unter dramatischen Umständen vor den anrückenden Deutschen gerettet und in Großbritannien in Sicherheit gebracht worden. Ein großer Teil des schweren Wassers stammte aus Norwegen. Die Verwendung der gesinterten Pellets aus Urandioxid war eine Neuheit und technisch nicht notwendig. Allerdings verfügte Frankreich über einen bedeutenden Vorrat von Uransalzen, die während des Krieges in Marokko versteckt worden waren. Gegenüber der Herstellung metallischen Urans bot die Verwendung dieses bereits vorhandenen Materials einen Zeitvorteil, auf den Frankreich nicht verzichten wollte.
ZOÉ war als experimenteller Reaktor konzipiert und eine Stromproduktion war nicht angestrebt. Dennoch wurde der Reaktor produktiv eingesetzt. Binnen weniger Monate war ein Betriebsrhythmus etabliert, der an Vormittagen die Messung des Neutronenflusses und Tests der Reinheit von Nukleargraphit, nachmittags verschiedene Experimente und die Kalibrierung der Teilchendetektoren und während der Nachtschicht die Produktion von radioaktiven Isotopen vorsah. 1950 erfolgten bereits 100 Lieferungen monatlich, überwiegend für wissenschaftliche Zwecke, bis März 1952 wurden fast 3000 Lieferungen getätigt. Viele Radioisotope wurden erstmals durch ZOÉ produziert. Allerdings konnte eine Reihe benötigter Isotope von ZOÉ nicht produziert werden, so dass sie aus Großbritannien importiert werden mussten.
ZOÉ wurde später EL1 genannt, abgeleitet von Eau lourde (deutsch: schweres Wasser). Auf sie folgte die Anlage EL2 im Centre CEA de Saclay, in der etwa 20 Kilometer südöstlich von Paris gelegenen Gemeinde Saclay. Im Fort de Châtillon wurden nach ZOÉ weitere Forschungsreaktoren eingerichtet, 1959 gingen die Leichtwasserreaktoren Minerve, Triton und Néréide in Betrieb.
ZOÉ wurde am 6. April 1976 stillgelegt und 1977 sicher eingeschlossen. Das Gebäude, in dem der Reaktor untergebracht war, soll ein Atommuseum werden.
Der Rückbau der kerntechnischen Anlagen des Fort de Châtillon begann 1995 und wird von der französischen Atomenergiebehörde als Pilotprojekt betrachtet. Er sollte ursprünglich 2018 abgeschlossen werden, derzeit geht man von einem Abschluss der Arbeiten im Jahr 2034 aus.

## Namensgebung
Die Bezeichnung ZOÉ geht auf den an dem Projekt beteiligten Kernphysiker Lew Kowarski zurück. Er hatte ursprünglich das Akronym „FLOP“ vorgesehen, für „French Low Output Pile“. Der Vorschlag fand wegen seiner englischen Wortbedeutung als Bezeichnung für eine gescheiterte Theateraufführung keine Zustimmung bei Frédéric Joliot-Curie. Das Akronym „ZOÉ“ bezog sich auf die geringe Energieproduktion und zudem auf den Brennstoff Urandioxid und den Moderator schweres Wasser (Zero-Oxide-Eau). Später erhielt ZOÉ die Kurzbezeichnung EL1 für „Eau Lourde“ (deutsch: „schweres Wasser“). Sein Nachfolger erhielt die Bezeichnung EL2, spätere Forschungsreaktoren mit dem Moderator Graphit hießen G1, G2 und G3.